# Karlslunde (plaats)
Karlslunde is een plaats in de Deense regio Seeland, gemeente Greve, en telt ongeveer 1000 inwoners.